# Vis micrométrique
Pour les articles homonymes, voir Vis.
 (octobre 2023).
Si vous disposez d'ouvrages ou d'articles de référence ou si vous connaissez des sites web de qualité traitant du thème abordé ici, merci de compléter l'article en donnant les références utiles à sa vérifiabilité et en les liant à la section « Notes et références ».

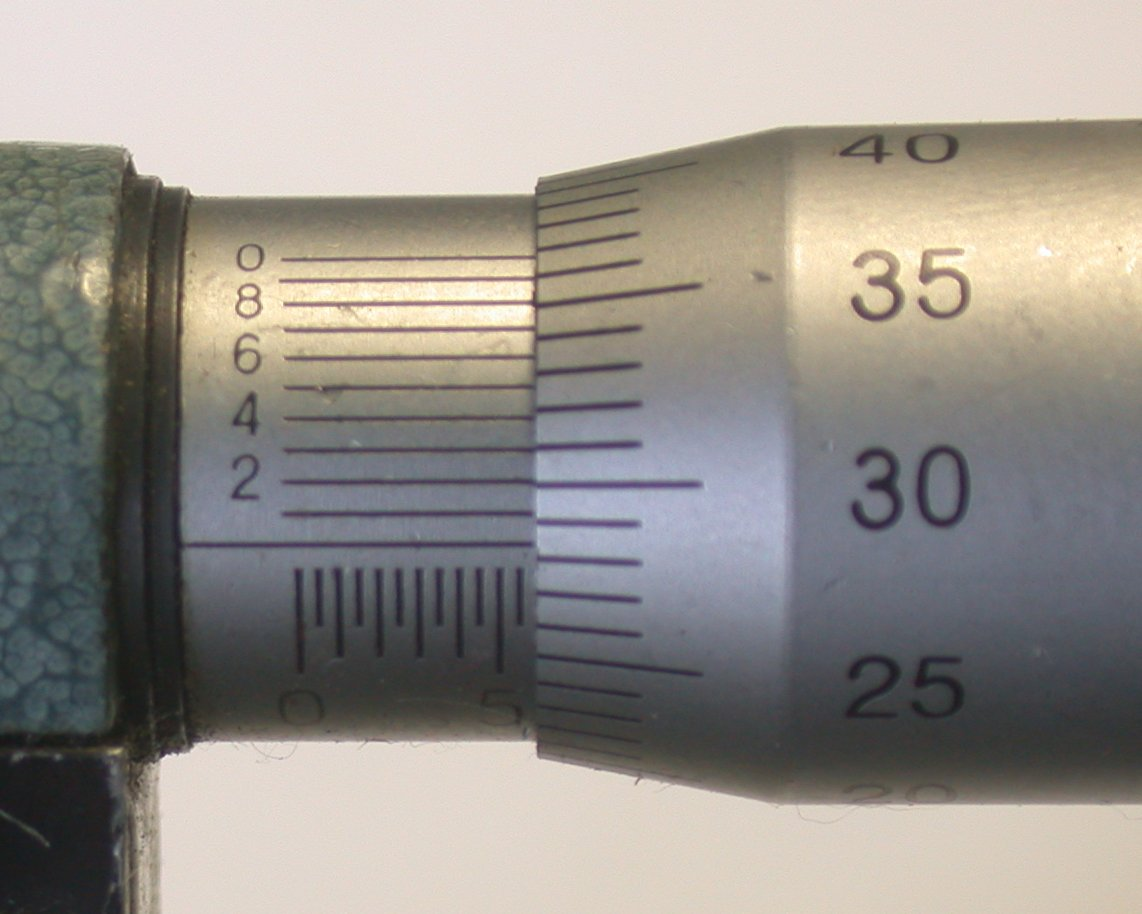
La vis micrométrique est utilisée pour la mesure de très petites longueurs (précision de l'ordre de 1/200e mm) ; ici, les graduations indiquent 5,783mm.

En mécanique, la vis micrométrique est un dispositif qui permet d'obtenir des microdéplacements.

Illustration du principe de la vis micrométrique : le mouvement d'une vis dans 2 parties de filets très voisins déplace les parties de la différence entre les filets.

Parfois appelée vis différentielle de Prony, elle est toujours composée de deux parties avec des filets différents. Le filet de chacune des parties est dans le même sens (à gauche ou à droite), et de pas différents et voisins (A et B). Le principe repose sur un déplacement d'une quantité L :
{\displaystyle L=B-A}.
Pour la lecture du déplacement, on utilise systématiquement le principe du vernier, mais l'emploi de filets permet d'atteindre une précision courante de 1/200e de mm.

## Histoire
Le micromètre a été inventé, au XVIIe siècle, par l'Anglais William Gascoigne. Le Français Jean-Laurent Palmer en a appliqué le principe à la mesure des petites distances. Depuis, l'instrument de mesure utilisant une vis micrométrique est appelé palmer.